# Sandnesvatnet
Le Sandnesvatnet (en norvégien) est un lac situé dans la municipalité de Hamarøy, dans le comté de Nordland, en Norvège. La route européenne 6, sur le tronçon entre Bognes et Trondheim, longe les rives est et nord du lac. Le lac se trouve à environ 5 kilomètres au sud-est du village de Tømmerneset. Le lac Strindvatnet se trouve juste au nord-ouest et le lac Fjerdvatnet se trouve au sud du lac. Le climat dans la région du Sandnesvatnet est de type subarctique. 

## Cryptozoologie
D’après une légende locale, vieille de plus de cent ans, une créature monstrueuse appelée Vasstrollet (en norvégien, « troll d’eau ») hanterait les eaux du lac, effrayant les habitants. De loin, il ressemble à une barque à rames renversée et sa nage causerait des vagues inhabituelles sur le plan d’eau,. La première observation en a été faite à l’été 1910 : un certain Oline Sandnes ramait sur le lac lorsque son bateau est entré en collision avec l’animal,,.